# 恩斯赫德車站
恩斯赫德車站（荷蘭語：Station Enschede）是荷蘭上愛塞省恩斯赫德的一座鐵路車站，啟用於1866年7月1日。現今的建築是二戰後重建，於1949年開始建設，並於1951年10月開放。從2013年夏季到2014年夏季，恩斯赫德車站進行了現代化改造。

## 目的地
恩斯赫德站有始发至亨厄洛、阿尔默洛、兹沃勒、代芬特尔、阿珀尔多伦、阿默斯福特、希尔弗瑟姆、阿姆斯特丹南、史基浦机场、乌德勒支、鹿特丹和海牙等地的列车。
恩斯赫德亦有东行至德国北莱茵-威斯特法伦州格罗瑙的铁路。